# Corsa su strada

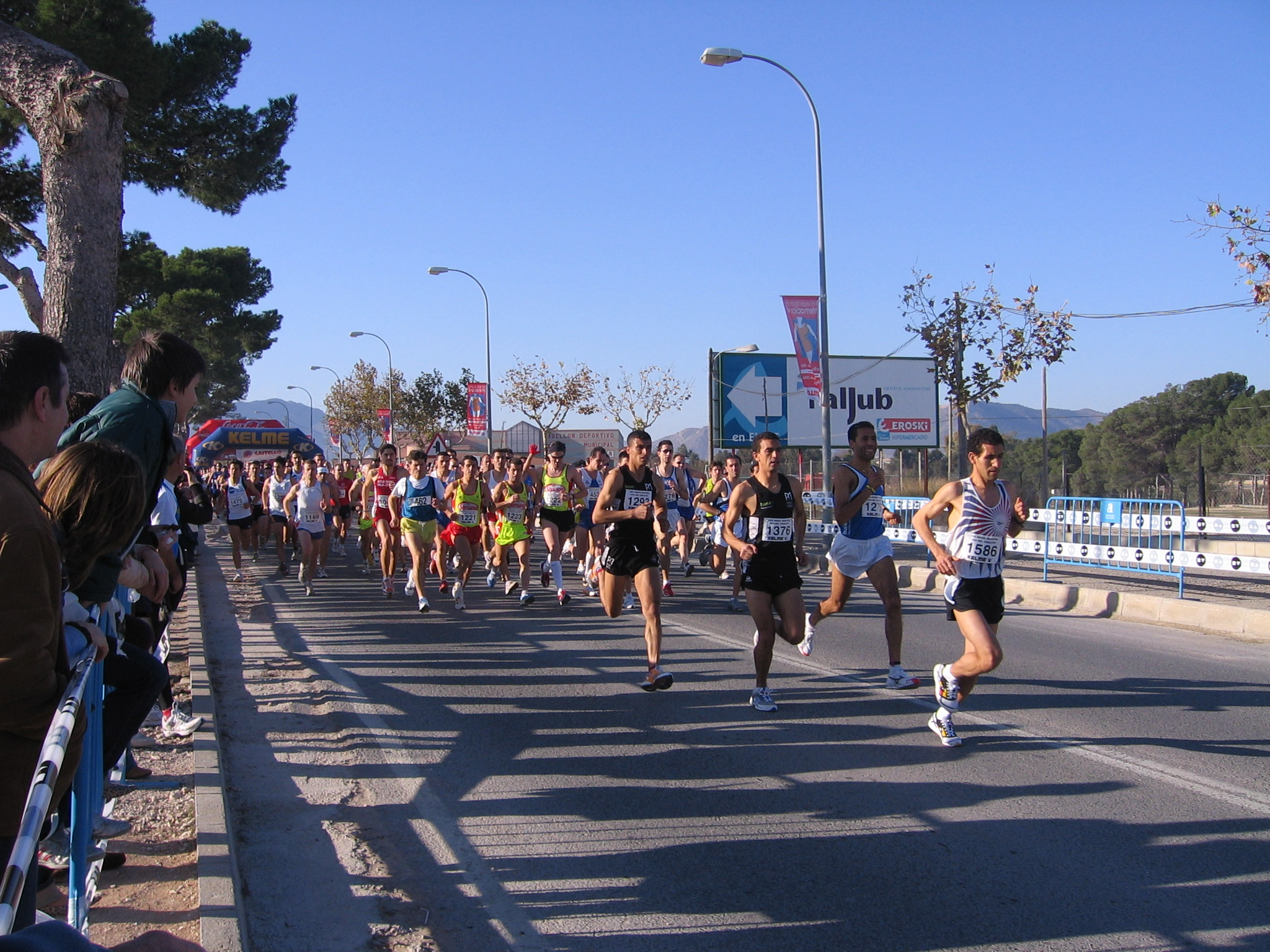
Un'immagine di una corsa su strada

Nell'atletica leggera, la corsa su strada comprende gare su strade comuni, generalmente in asfalto, e su distanze che vanno dai 5 ai 100 km.

## Corse competitive
Le specialità più celebri tra le corse su strada sono la maratona, che si corre su una distanza di 42 195 m, e la mezza maratona, che si corre su una distanza di 21 097 m.
Sempre più diffuse sono le gare di ultramaratona, specialità che identifica gare di corsa che hanno una distanza superiore a 42,195 km (distanza ufficiale della maratona). L'ultramaratona su strada più conosciuta è la 100 km, ratificata dalla World Athletics.
In tutto il mondo vengono anche organizzate svariate competizioni, su distanze comprese dai 5 ai 30 km. La World Athletics riconosce ufficialmente le gare su distanze di 5, 10, 15, 20, 25 e 30 km, ratificando per ognuna di queste specialità i propri record mondiali e continentali.
Data la varietà di competizioni, le gare più brevi rappresentano anche un utile e realistico allenamento per atleti normalmente impegnati su distanze maggiori, che le includono a volte nei loro programmi di allenamento.
In ambito italiano, la FIDAL organizza attività su strada a livello nazionale, regionale e provinciale. Esistono anche manifestazioni agonistiche organizzate dagli enti di promozioni sportiva come UISP, CSI, LIBERTAS, AICS, ecc.

## Corse non competitive
In ogni parte d'Italia si organizzano corse non competitive denominate anche marce o camminate per il fatto che sono a passo libero, cioè vi partecipano sia podisti che camminatori.
Queste manifestazioni non sono riconosciute dalla FIDAL (la federazione sovrintende solo l'attività agonistica) e vengono organizzate sotto il patrocinio degli enti di promozione sportiva riconosciuti dal CONI o da organizzazioni non riconosciute come ad esempio la FIASP.
Queste gare vedono spesso la presenza anche di atleti tesserati che le affrontano per allenamento e rappresentano comunque un modo per avvicinarsi al mondo dell'atletica.

## Agonisti o non agonisti
La differenza sta principalmente nel fatto che, per essere considerati agonisti e per partecipare all'attività competitiva (organizzata sia dalla FIDAL che da altri enti), è necessario avere l'idoneità alla pratica agonistica. L'idoneità viene rilasciata dopo un'approfondita visita medica, dalla sanità nazionale o da centri autorizzati.
Nella maggior parte delle manifestazioni, comunque, oltre alla gara competitiva, viene proposta una prova non competitiva sulla stessa distanza e/o su distanza ridotta, per incentivare la partecipazione e permettere anche alle persone prive di un'adeguata preparazione atletica di vivere un momento di sport e socializzazione.